# Elecciones municipales de Chile de 1947
En las elecciones municipales de Chile de 1947, realizadas el 6 de abril, los partidos Conservador y Radical obtuvieron los mayores triunfos, sumando casi un 40 % del total de los votos válidos. El Partido Comunista se convirtió en la tercera fuerza política a nivel comunal, lo que posteriormente se convertiría en un factor desencadenante en la dictación de la Ley de Defensa Permanente de la Democracia al año siguiente.

## Resultados
| Partido                                   | Sigla                       | Votos   | %?      | Cand.? | Reg.? | %? | ± %?    |
| ----------------------------------------- | --------------------------- | ------- | ------- | ------ | ----- | -- | ------- |
| Partido Conservador                       | PCon                        | 111 442 | 20,19 % | 583    | 381   |    | -0,75 % |
| Partido Radical                           | PR                          | 110 570 | 20,00 % | 827    | 325   |    | 0,23 %  |
| Partido Comunista                         | PCCh                        | 91 204  | 16,52 % | 569    | 187   |    | 7,84 %  |
| Partido Liberal                           | PL                          | 73 211  | 13,26 % | 508    | 274   |    | -1,15 % |
| Partido Socialista                        | PS                          | 48 150  | 8,72 %  | 413    | 109   |    | 0,24 %  |
| Partido Radical Democrático               | PRDe                        | 27 077  | 4,90 %  | 206    | 85    |    |         |
| Partido Democrático                       | PDo                         | 24 934  | 4,50 %  | 198    | 44    |    |         |
| Partido Agrario Laborista                 | PAL                         | 24 755  | 4,50 %  | 188    | 66    |    |         |
| Independientes                            | Ind                         | 19 900  | 3,60 %  | 146    | 32    |    |         |
| Falange Nacional                          | FN                          | 18 570  | 3,36 %  | 169    | 34    |    | 0,24 %  |
| Partido Liberal Progresista               | PLP                         | 1237    | 0,20 %  | 10     | 5     |    |         |
| Partido Socialista Auténtico              | PSA                         | 984     | 0,20 %  | 13     | 0     |    |         |
| Total de sufragios emitidos               | Total de sufragios emitidos | 552 034 | 100 %   |        |       |    |         |
| Fuente: Dirección del Registro Electoral. |                             |         |         |        |       |    |         |

A las 3:45 a. m. del 7 de abril el Ministerio del Interior informaba los primeros resultados parciales de las elecciones en 178 municipalidades. Las primeras mayorías correspondían a los partidos Conservador, Radical, Liberal y Comunista en dicho orden. El 8 de abril se informaban la mayoría de los resultados, restando 20 municipalidades, otorgando el siguiente panorama en la elección de regidores: los conservadores obtuvieron 316 escaños; radicales, 322; liberales, 232; comunistas, 181; socialistas, 98; demócratas, 65; independientes, 55; falangistas, 31; agrarios laboristas, 66; radicales demócratas, 53; y otras minorías 7 escaños.
En las elecciones municipales de abril se eligieron 1542 regidores del total de 1547, debido a que los 5 regidores de la municipalidad de Chonchi fueron determinados mediante elecciones complementarias realizadas el 10 de agosto de 1947 —luego que la elección de abril fuera anulada en su totalidad en dicha comuna—, siendo elegidos 2 regidores por el Partido Conservador y 3 tres por el Partido Radical. Esa misma fecha se realizaron elecciones complementarias en otras tres comunas:
- Molina: Un regidor más para el Partido Radical Democrático, perdiendo uno el Partido Conservador.
- Quemchi: Un regidor más para el Partido Agrario Laborista, perdiendo uno el Partido Radical.
- Achao: Un regidor más para el Partido Conservador, perdiendo uno el Partido Socialista.

## Alcaldías 1947-1950

### Listado de alcaldes electos
Listado de alcaldes elegidos en las principales ciudades del país.
| Municipio    | Alcalde electo                                   |
| ------------ | ------------------------------------------------ |
| Arica        | Edmundo Flores Rivera Partido Radical            |
| Iquique      | José Zárate Andreu Partido Radical               |
| Calama       | Ernesto Meza Jeria Partido Comunista             |
| Antofagasta  | Miguel Rojas Acuña Partido Comunista             |
| Copiapó      | Humberto Rivera Medina Partido Radical           |
| La Serena    | Ernesto Aguirre Valín Partido Radical            |
| Coquimbo     | Gilberto Pellegrini Giovanetti Partido Radical   |
| Rancagua     | Carlos Miranda Miranda Partido Agrario Laborista |
| Concepción   | Leocadio Cifuentes Saravia Partido Democrático   |
| Valdivia     | Julio Jaramillo Partido Liberal                  |
| Puerto Montt | Dalmiro Catalán Águila Partido Conservador       |
| Punta Arenas | Emilio Salles Thurler Partido Radical            |

### Listado de alcaldes designados
De acuerdo al Art. 68 del Decreto Supremo N.º 1.472 del 24 de julio de 1941: "en las municipalidades de Santiago, Valparaíso y Viña del Mar, los alcaldes serán nombrados por el Presidente de la República y durarán en sus funciones igual período de tiempo que corresponde a la municipalidad.
| Municipio    | Alcalde designado                          |
| ------------ | ------------------------------------------ |
| Viña del Mar | Eduardo Grove Vallejo Partido Socialista   |
| Valparaíso   | Leonidas Leyton Leyton Partido Democrático |
| Santiago     | José Santos Salas Morales Independiente    |